# 14 Monocerotis
14 Monocerotis är en misstänkt variabel i Enhörningens stjärnbild.
Stjärnan har magnitud +6,44 och varierar utan fastställd amplitud eller periodicitet. 14 Monocerotis befinner sig på ett avstånd av ungefär 375 ljusår.